# Амазилія-берил білогруда
Амази́лія-берил білогруда (Saucerottia edward) — вид серпокрильцеподібних птахів родини колібрієвих (Trochilidae). Мешкає в Коста-Риці і Панамі.

## Опис
Довжина птаха становить 9-10 см. Верхня частина тіла зелена з металевим відблиском, нижня частина спини і надхвістя мідно-бронзові. Горло і груди зелені, блискучі з металевим відблиском, нижня частина гпрудей і живіт білі. Хвіст мідний у східних популяцій і синювато-чорний у західних. Дзьоб чорний, знизу блідо-рожевий, довжиною 18-19 мм.

## Підвиди
Виділяють чотири підвиди:
- S. e. niveoventer (Gould, 1851) — південно-західна Коста-Рика, південно-західна Панама і острів Коїба;
- S. e. edward (Delattre & Bourcier, 1846) — схід центральної Панами (від Зони Каналу до західного Дар'єна);
- S. e. collata (Wetmore, 1952) — центральна Панама;
- S. e. margaritarum Griscom, 1927 — східна Панама і острови Панамської затоки (Перлові острови[en], острови Ураба, Табога[en] і Табогілья).

## Поширення і екологія
Білогруді амазилії-берили живуть у вологих і сухих тропічних лісах, на узліссях і галявинах, в рідколіссях і чагарникових заростях, в саванах, на луках, савовищах, плантаціях, в парках і садах, на висоті до 1800 м над рівнем моря. Живляться нектаром квітів.